# San Borja (distrikt)
San Borjadistriktet (Distrito de San Borja) är ett av 43 distrikt i provinsen Lima, Peru, beläget i departementet med samma namn. San Borja gränsar i norr till Distrito de San Luis, Distrito de La Victoria och Distrito de Ate; i öster till Distrito de Santiago de Surco; i söder till Distrito de Surquillo och i väster till Distrito de San Isidro.

## Historia

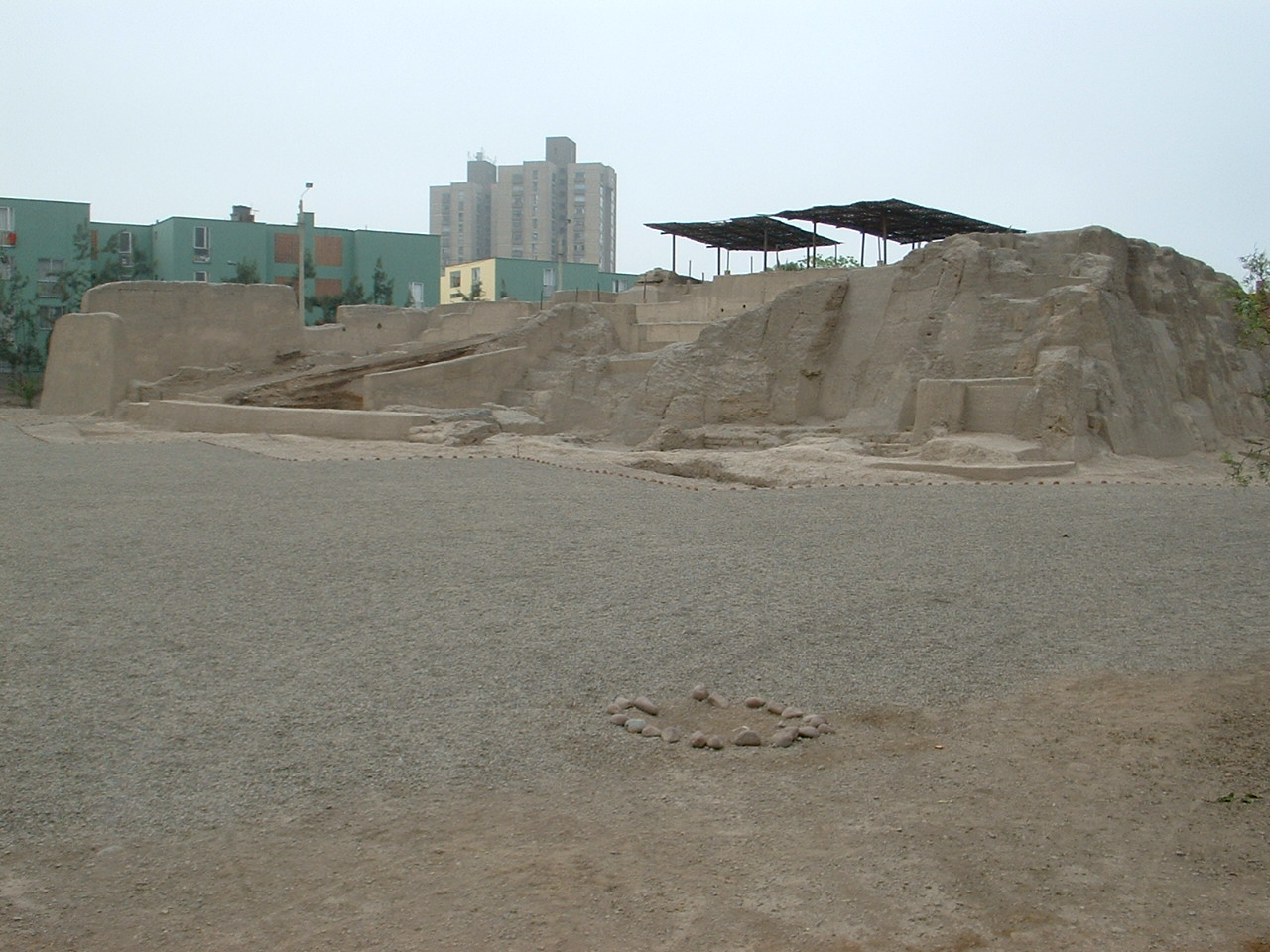
Huaca San Borja

Det finns två fornminnen i San Borja: Huaca San Borja och Huaca Limatambo. Dessa byggdes före inkariket. Surco-floden (en gammal bevattningskanal), som korsar distriktet i nordostlig till sydvästlig riktning, är också före Inkariket.
Huaca San Borja uppfördes av Ichma, ett löst organiserat kungadöme som uppstod i Lurin- och Rimacdalarna under perioden 1100-1475 e.Kr.).  Kungadömet hade sannolikt sitt centrum i Pachacamac. Huacan är en åtta meter hög stympad pyramid gjord av torkad lera.  Den omges av en lermur som avgränsar tre av huacans fyra sidor. Den omgivande muren var från början vitmålad.  Det finns en andra inre mur som omger rum, korridorer och plattformar på olika nivåer. Platsen övergavs i början av kolonialtiden. Under tiden för republiken byggdes att hus på pyramidens topp. Huacan är nu öppen för guidade besök.
Huaca Limatambo är lika gammal som Huaca San Borja, men är inte öppen för allmänheten. Arkeologiska studier pågår.
Efter den spanska erövringen och grundandet av Lima 1535, gavs det område som inkluderar dagens San Borja till Antonio Picado, sekreterare till Francisco Pizarro.  Efter flera ägarbyten gavs landområdet 1568 till Jesuiterna.
Jesuiterna hade en egendom kallad "San Francisco de Borja och Aragon", senare känd som ”Hacienda San Borja”. De odlade potatis, majs, druvor och grönsaker för egen försörjning och för att finansiera sin välgörenhet. De donerade senare två procent av sitt område till regeringen.
Under Stillahavskriget (1879–1883) byggdes en försvarslinje mellan Miraflores och det då kallade området Monterrico Grande. Denna försvarslinje var det sista hindret mellan den chilenska armén och huvudstaden Lima. Den bildades av en serie redutter, numrerade från 1 till 10 och belägna med cirka 800 meter intervall. Redutterna nummer 6, 7 och 8 var belägna i San Borja, längs floden Surco. Slaget ägde rum den 15 januari 1881 och involverade områdena mellan redutt nummer 1 och nummer 5 (mellan Miraflores och Surquillo). Den peruanska armén besegrades. Med undantag för redutto nummer 2 i Miraflores och redutt nummer 5 i det angränsande Surquillo finns det inga synliga återstoder av dem. Efter slaget var Hacienda San Borja platsen för den chilenska arméns garnison.
År 1949 bildades distriktet Surquillo, vilket omfattade det mesta av det som nu är San Borja.
Hacienda San Borja ägdes senare av familjen Brescia, som fortsatte att använda marken för jordbruksändamål. År 1960 sålde de marken till två investerare: "Inversiones San Borja" och "Inmobiliaria Santa Marina S.A.", vilka påbörjade urbaniseringsprocessen.
De första invånarna i den nya "Urbanización San Borja" var prästerna till det dyrbara blodets prästerskap, som flyttade dit i augusti 1962. Församlingen grundades i området begränsat av San Borja Sur, avenyerna Aviación och Javier Prado och Surcofloden. De första familjerna bosatte sig i San Borja i maj-juni 1964. Då var det fortfarande möjligt att se majsfält, kor, fårhundar och många tomma tomter. De höga eukalyptusträd som ses idag i San Borja Norte Avenue, dateras också från de tidiga dagar.
Den första skolan, San Francisco de Borja, öppnades 1968.
Enligt församlingens register 1973 bodde cirka 400 familjer i San Borja. År 1974 ökade siffran till nästan 4 000 familjer, eller cirka 16 000 invånare.
San Borja avskildes från Surquillo och blev officiellt etablerat som ett distrikt den 1 juni 1983.
Området norr om Javier Prado Avenue mellan San Luis och Circunvalación Avenues, ursprungligen en del av San Luis, tillkom senare.

### Turistattraktioner
I San Borja finns tre betydande turistattraktioner:
- El Centro Cultural de la Nación, är ett komplex som rymmer de viktigaste kulturella institutionerna i landet, bland dessa Gran Teatro Nacional del Perú, Perus nationalbibliotek och Museo de la Nación (1988), ett exempel på den då förhärskande arkitektoniska stilen, känd som brutalism.
- La Huaca San Borja, prekolumbiansk religiös plats
- El Complejo Arqueológico Limatambo, arkeologisk fyndplats